# Armin Capaul
Pour les articles homonymes, voir Capaul.
Armin Capaul, né en 1951 à Lumbrein (originaire de Lumnezia), est un agriculteur de montagne suisse, auteur de l'initiative populaire fédérale pour les vaches à cornes.

## Biographie
Armin Capaul naît en 1951 à Lumbrein, dans la Surselva. Il est originaire d'une autre commune de ce même district du canton des Grisons, Lumnezia,.
Il grandit auprès de ses grands-parents dans le village d'Ilanz, puis à Zurich à partir de l'âge de 6 ans après que ses parents vendent la ferme familiale. Une fois adulte, il fait un apprentissage agricole.
Après avoir travaillé quelques années comme homme à tout faire, il rencontre sa future femme dans les Grisons et passe deux étés avec elle à l'alpage. Ils louent ensuite une ferme, d'abord à Guggisberg, puis à Trans, avant d'acquérir un domaine à Perrefitte. Il y exerce alors le métier de paysan de montagne, et y héberge également des jeunes en difficultés, sur mandat du canton.
Il est marié à Claudia, enseignante bâloise d'origine, avec laquelle il a trois enfants. Il habite depuis 1995 à Perrefitte, près de Moutier dans le canton de Berne. L'un de ses fils a repris l'exploitation du domaine.

## Défense des vaches à cornes
Son combat contre l'écornage des vaches (environ deux tiers d'entre elles sont écornées en 2015 en Suisse) commence en 2010, par une lettre envoyée à l'Office fédéral de l'agriculture dans laquelle il demande que les paysans qui n'écornent pas leurs bovins touchent des paiements directs, à hauteur d'un franc suisse par jour et par vache. Il tente ensuite en 2012 d'obtenir gain de cause par la voie parlementaire, par l'intermédiaire de Louis Schelbert puis de Roberto Zanetti, à nouveau sans succès.
Il lance alors une pétition, qui réunit plus de 18 000 signatures en une année, et se rend à Berne en 2013 avec ses vaches pour la déposer à la Chancellerie fédérale. Tous ses efforts de sensibilisation, y compris l'organisation chaque année d'une « Fête de la corne » où une vache « Miss Corne » est couronnée, restent vains.
En 2014, il se décide à lancer une initiative populaire fédérale. Intitulée « Pour la dignité des animaux de rente agricoles (initiative pour les vaches à cornes) », elle aboutit formellement 12 avril 2016 avant d'être soumise au vote du peuple et des cantons le 25 novembre 2018. Elle est rejetée par 54,7 % des voix et 16 cantons et 4 anciens demi-cantons.
L'initiative et son auteur sont médiatisés tout autour du monde,,,,,,,, jusqu'au Japon. La NZZ am Sonntag estime que plusieurs milliers d'articles ont été écrits sur son initiative et sa personne et la chaîne de télévision Arte lui consacre un reportage le 5 octobre 2018, intitulé « Vache par nature » en français.